# Stonewall Noise Orchestra
Stonewall Noise Orchestra (oft auch als S.N.O. abgekürzt) ist eine schwedische Stoner-Rock-Band aus Borlänge, die im Jahr 2004 gegründet wurde.

## Geschichte
Die Band wurde im Jahr 2004 gegründet. Im Jahr 2005 unterzeichnete die Band einen Vertrag bei Daredevil Records, worüber das Debütalbum Vol. 1 erschien. Die Aufnahmen hierzu fanden im Pophouse in Borlänge statt. Der Veröffentlichung schlossen sich Auftritte in ganz Europa an. Im Jahr 2006 kam John Hermansen als neuer Sänger zur Band, welcher auch auf dem späteren zweiten Album zu hören sein sollte. Produziert wurde der Tonträger von Robert Ekholm. Hermansen war auch auf den folgenden Touren vertreten, während Sänger Singe pausierte. Singe trat 2008 der Band wieder bei, während die Gruppe einen Vertrag bei The Unit Music Company unterschrieb. Das zweite Album Constants in an Ever Changing Universe erschien im Oktober desselben Jahres. Gegen Ende des Jahres 2009 begab sich die Band in ihr eigenes, neu erbautes Studio 454, um ihr drittes Album aufzunehmen, das im Oktober 2010 unter dem Namen Sweet Mississippi Deal über Transubstans Records erschien. Der Veröffentlichung schlossen sich Auftritte zusammen mit Warrior Soul, Blindside, Entombed und Brant Bjork an. Im Februar 2013 erschien das nächste Album Salvation über Transubstans Records, wobei der Tonträger erneut im Studio 454 aufgenommen wurde.

## Stil
Das Debütalbum Vol. 1 klingt stark durch die 1970er Jahre beeinflusst und erinnert an Black-Sabbath-Lieder wie Evil Woman oder Sleeping Village. Auch das zweite Album Constants in an Ever Changing Universe erinnert an Stoner-Rock-Bands wie Kyuss oder El Caco. Zudem wurden auch vereinzelt Elemente aus Grunge verarbeitet. Auf dem Album Sweet Mississippi Deal flossen vermehrt Doom-Metal-Einflüsse mit ein. Neben Black Sabbath ist die Band hierauf klanglich mit Gruppen wie Monster Magnet oder gelegentlich Soundgarden vergleichbar. Das Album Salvation erinnert ebenfalls an Rock aus den 1970er Jahren und klassischen Stoner Rock. Die Band gibt als ihre Einflüsse Gruppen wie Kiss, Mötley Crüe, Guns N’ Roses, Led Zeppelin, Judas Priest, Iron Maiden, Accept sowie Grunge-Bands an.

## Diskografie
- 2005: Vol. 1 (Album, Daredevil Records)
- 2008: Constants in an Ever Changing Universe (Album, The Unit Music Company)
- 2010: Sweet Mississippi Deal (Album, Transubstans Records)
- 2013: Salvation (Album, Transubstans Records)
- 2016: The Machine, The Devil & The Dope (Album, Steamhammer, SPV)